# Morane-Saulnier
Pour les articles homonymes, voir Morane et Saulnier.
Morane-Saulnier était un constructeur aéronautique français fondé en 1910 par les frères Léon et Robert Morane.

## Historique

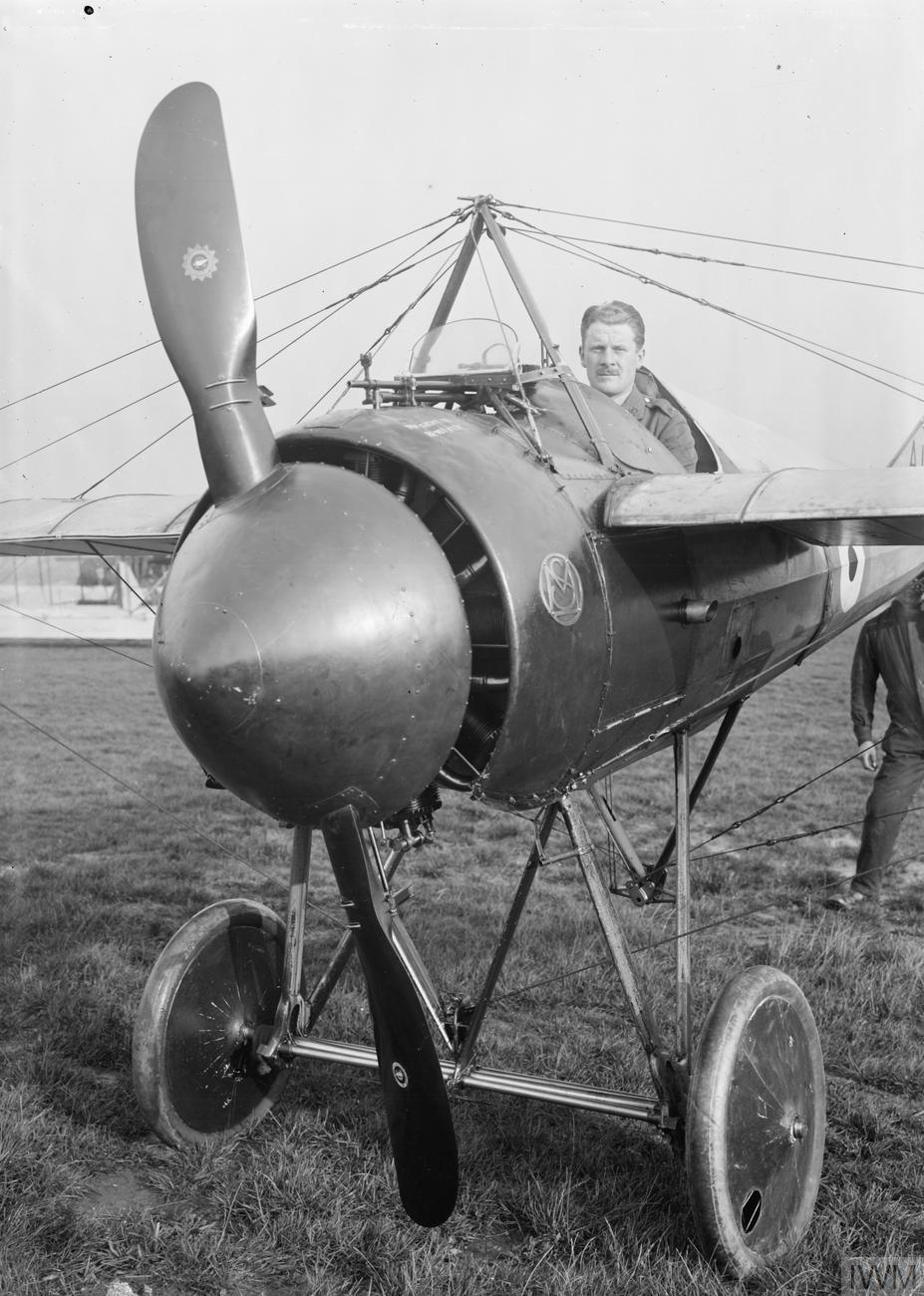
Morane-Saulnier Type N

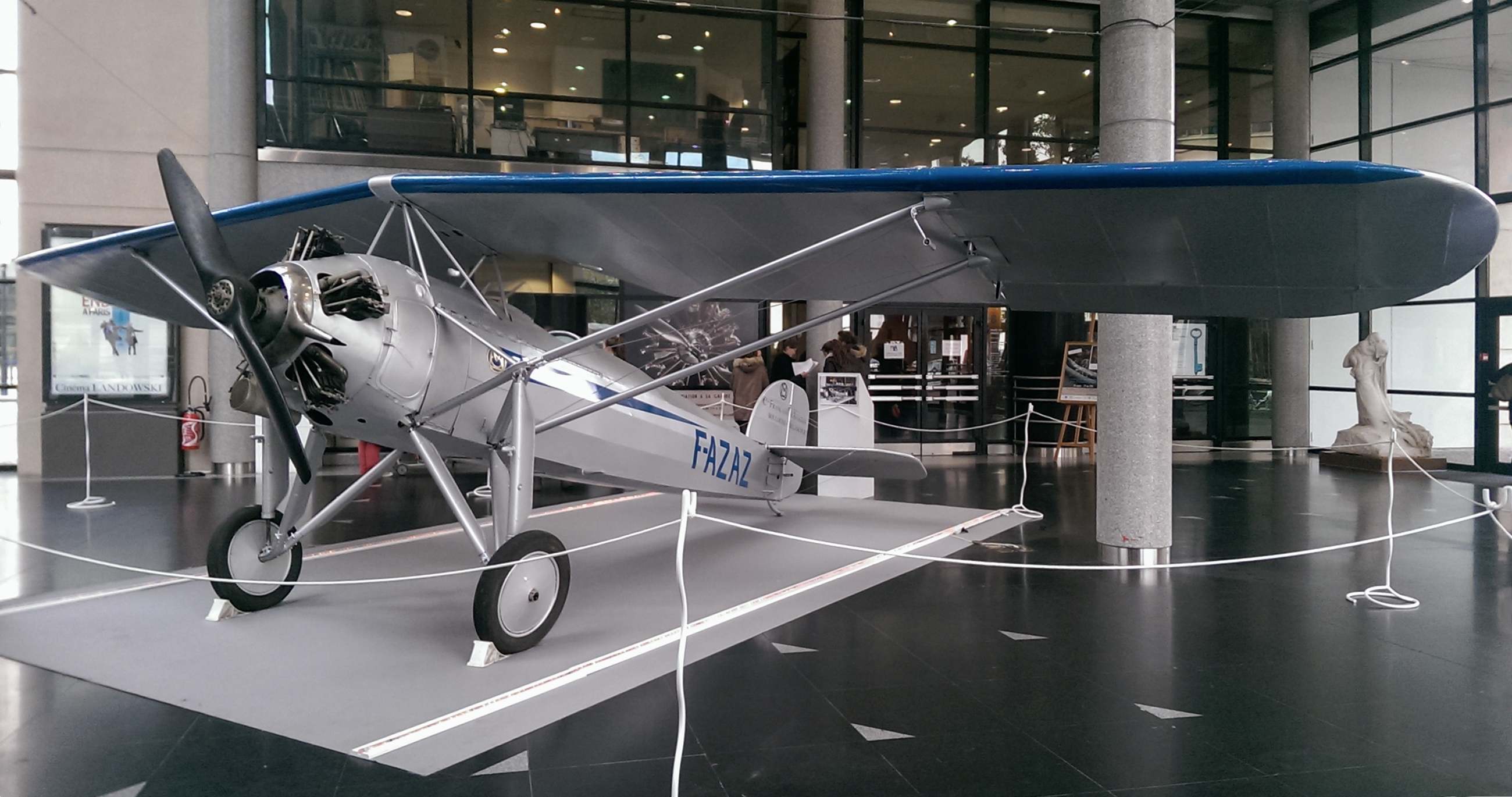
Morane-Saulnier MS.185

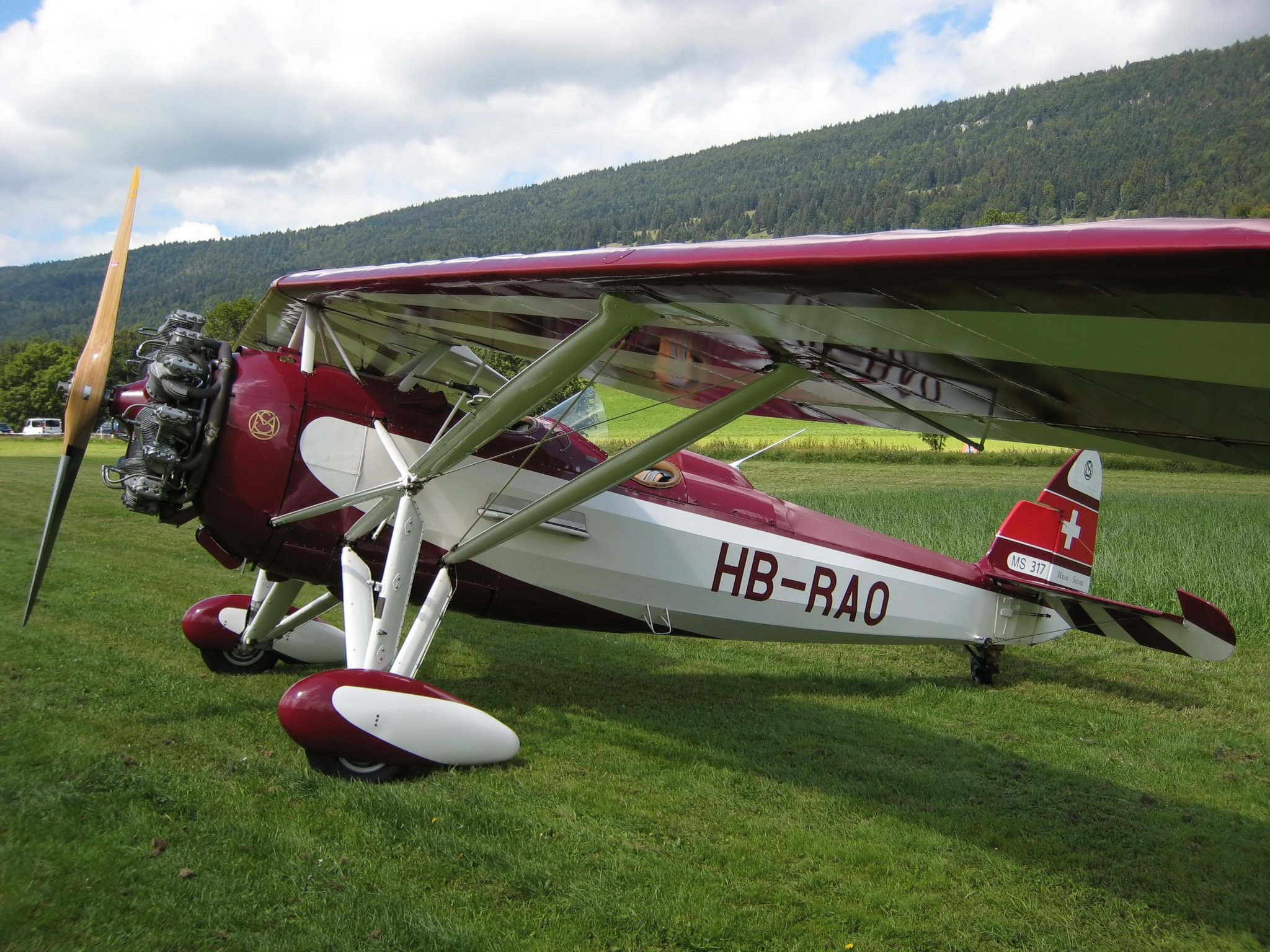
Morane-Saulnier MS.317

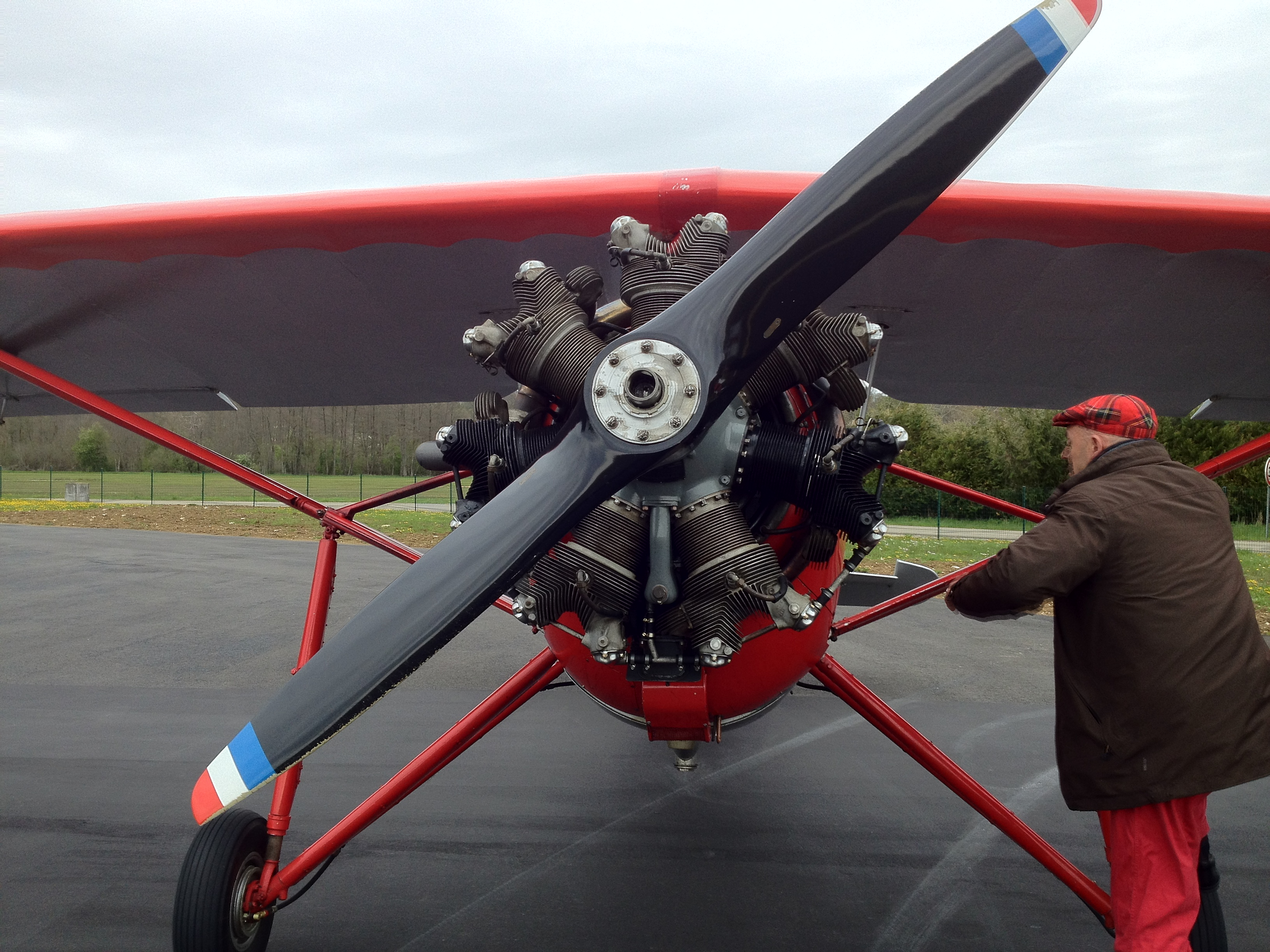
Moteur en étoile d'un Morane 317

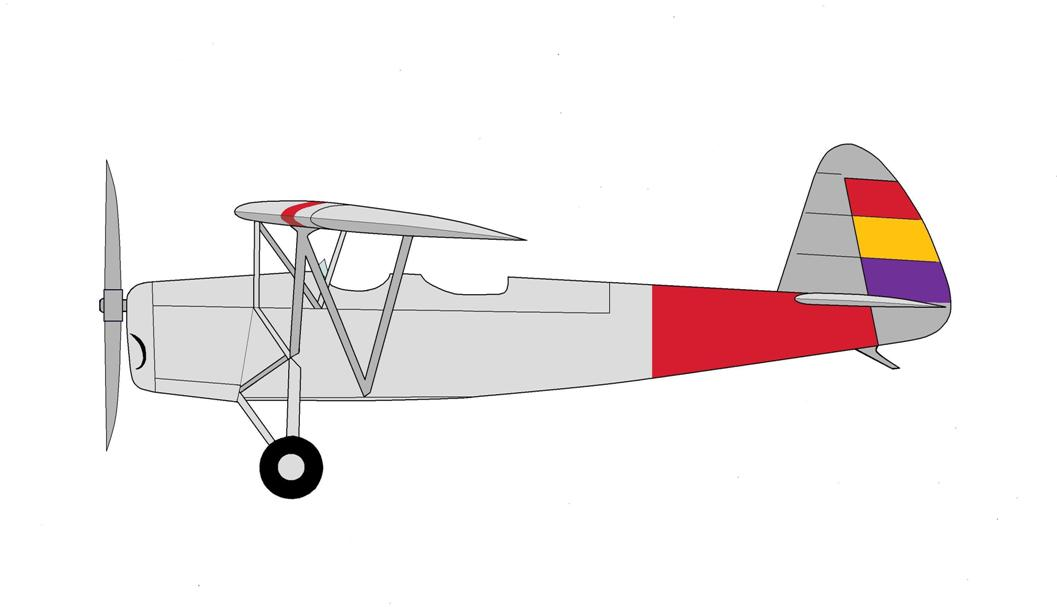
Morane-Saulnier MS.341

Le 9 septembre 1910, à Issy-les-Moulineaux, les frères Morane (Léon et Robert) furent les premiers pilotes au monde à dépasser les 100 km/h, avec une pointe à 106,508 km/h.
La société fut créée sous le nom de « Société Anonyme des Aéroplanes Morane-Saulnier » le 10 octobre 1911 au no 3 rue Volta à Puteaux par les pionniers de l'aviation Léon Morane, Robert Morane et leur ami d'enfance Raymond Saulnier (ancien collaborateur de Louis Blériot).
En septembre 1912, Georges Legagneux avec un Morane-Saulnier Type H arrache à Roland Garros le record d’altitude que celui-ci vient d’obtenir à Houlgate sur un Blériot XI. Approché par Morane et Saulnier, Garros décide de passer au service de la jeune firme du boulevard Péreire : il achète de ses propres deniers l’appareil de Legagneux et part à Tunis reconquérir son record (5 610 m homologués par l’Aéro-Club de France en décembre) avant d’effectuer un raid Tunis-Rome en décembre 1912, qui lui permet d’être le premier aviateur à avoir relié d’un seul coup d’aile deux continents (l’Afrique et l’Europe).
En 1913, Marcel Brindejonc des Moulinais effectue un tour d'Europe sur un Morane du même type. Cet exploit est suivi quelques mois plus tard par la traversée de la Méditerranée par Roland Garros sur le même appareil équipé d’un moteur de 60 cv en 7 h 53 min.
En avril 1914, Raymond Saulnier dépose le brevet d'un dispositif de synchronisation du tir à travers le champ de l'hélice. Mais ce n’est pas ce brevet qui est mis en œuvre sur les Morane, c’est une idée de Saulnier qui consiste à blinder l’hélice avec des « déflecteurs » d’acier destinés à dévier les balles qui viendraient à frapper l’hélice en bois. C’est ce système que Roland Garros se chargera de mettre au point avant de l’adapter sur un Morane « Parasol » type L, avec lequel il obtiendra en avril 1915 trois victoires en quinze jours (les 4e, 5e et 6e victoires de toutes les armées alliées). Curieusement, un système qui avait donné des résultats aussi probants ne parvint pas à séduire les autorités militaires françaises. Il ne fut adapté que sur quelques Morane de type N, surtout utilisés par les Britanniques (qui baptisèrent l’appareil « Bullet » en raison de la forme de sa casserole d’hélice) et les Russes, qui s’en montrèrent très satisfaits. En France, le Morane N fut notamment utilisé par Eugène Gilbert (qui avait baptisé son Morane « Le Vengeur ») et par le commandant Brocard. Le Morane L avec lequel Georges Guynemer obtint sa première victoire n’était pas équipé de ce système, mais était un biplace dont l’observateur jouait le rôle de tireur à la carabine.
Durant la Seconde Guerre mondiale, la société dut travailler pour l'occupant allemand en produisant notamment des avions, dont le Fieseler Fi 156 « Storch ». Après la Libération, la fabrication de ces appareils très agiles se poursuivit, cette fois au bénéfice de l'armée française, sous la dénomination de Morane-Saulnier MS.500 « Criquet », avec un moteur différent (moteur en étoile Salmson à la place du moteur en ligne Argus). Ces appareils aux excellentes performances (décollage court, maniabilité, bon champ de vision) rendirent énormément de services durant la guerre d'Indochine puis la guerre d'Algérie.
La société développe le MS.880 Rallye dont le prototype original effectue son premier vol le 10 juin 1959.
Durant les années 1950, elle met au point le biréacteur quadriplace MS.760 Paris, sous la direction de l'ingénieur Paul-René Gauthier, également créateur du chasseur MS.406.
Après un dépôt de bilan en novembre 1962, la société est reprise par Henry Potez sous le nom Société d'exploitation des établissements Morane-Saulnier (SEEMS) avant d'être revendue en 1965 à Sud-Aviation sous le nom de Socata, la Société pour la construction d'avions de tourisme et d'affaires.
Cinq avions Morane-Saulnier basés sur l'aérodrome de La Ferté-Alais sont classés au titre des monuments historiques depuis février 2012, après une annonce faite en décembre 2011,.

## Liste des appareils
- Morane-Saulnier Type A, 1910, Sport
- Morane-Saulnier Type B (en), 1911, Entraînement
- Morane-Saulnier Type H, 1912, Sport
- Morane-Saulnier Type G, 1913, Hydravion de course
- Morane-Saulnier Type I (en), 1916, Chasseur
- Morane-Saulnier Type L, 1913, Chasseur
- Morane-Saulnier Type LA (de), 1914?, Chasseur
- Morane-Saulnier Type N, 1914, Reconnaissance
- Morane-Saulnier Type P, 1914, Reconnaissance
- Morane-Saulnier Type T (en), 1914, Protection
- Morane-Saulnier Type V, 1916, Chasseur
- Morane-Saulnier AC (en), 1916, Chasseur
- Morane-Saulnier AF (en), 1917, Chasseur
- Morane-Saulnier AI, 1917, Chasseur
- Morane-Saulnier AN (en), 1918, Chasseur
- Morane-Saulnier ANL, 1919, Chasseur
- Morane-Saulnier AR, 1915, Entraînement
- Morane-Saulnier BB (en), 1915, Reconnaissance
- Morane-Saulnier MS.30, 1918, Entraînement
- Morane-Saulnier MS.43 (en), 1923, Entraînement
- Morane-Saulnier MS.50 (en), 1924, Entraînement
- Morane-Saulnier MS.53, 1926, Entraînement
- Morane-Saulnier MS.60 Moth, 1931, Entraînement, construit en 13 exemplaires
- Morane-Saulnier MS.121 (en), 1927, Chasseur
- Morane-Saulnier MS.129 (en), 1925, Entraînement
- Morane-Saulnier MS.130 (en), 1926, Entraînement
- Morane-Saulnier MS.130 Coupe Michelin (en), 1929, Course
- Morane-Saulnier MS.134 (en), 1926, Entraînement
- Morane-Saulnier MS.137
- Morane-Saulnier MS.138, 1927, Entraînement
- Morane-Saulnier MS.139, 1927, Entraînement
- Morane-Saulnier MS.140 (en), 1927?, Entraînement
- Morane-Saulnier MS.147 (en), 1928, Entraînement
- Morane-Saulnier MS.148, 1928, Entraînement
- Morane-Saulnier MS.149, 1928, Entraînement
- Morane-Saulnier MS.152 (en), 1929, Liaison
- Morane-Saulnier MS.180 (en), 1928, Voltige
- Morane-Saulnier MS.181 (en), 1928, Voltige
- Morane-Saulnier MS.185 (en), 1930, Voltige[6],[7]
- Morane-Saulnier MS.200, 1929, Entraînement
- Morane-Saulnier MS.221 (en), 1928, Chasseur
- Morane-Saulnier MS.222, 1929, Chasseur
- Morane-Saulnier MS.223, 1930, Chasseur
- Morane-Saulnier MS.224 (en), 1931, Chasseur
- Morane-Saulnier MS.225, 1933, Chasseur
- Morane-Saulnier MS.226, 1934, Chasseur
- Morane-Saulnier MS.227, 1933, Chasseur
- Morane-Saulnier MS.229
- Morane-Saulnier MS.230, 1929, Entraînement
- Morane-Saulnier MS.231, 1930, Entraînement
- Morane-Saulnier MS.232, 1930, Expérimental
- Morane-Saulnier MS.233, 1930, Entraînement
- Morane-Saulnier MS.234, 1931, Entraînement
- Morane-Saulnier MS.234/2, 1931, Course
- Morane-Saulnier MS.234 n°2, 1933, Voltige
- Morane-Saulnier MS.235, 1930, Entraînement
- Morane-Saulnier MS.236, 1932, Entraînement
- Morane-Saulnier MS.237
- Morane-Saulnier MS.275, 1933, Chasseur
- Morane-Saulnier MS.315, 1932, Entraînement
- Morane-Saulnier MS.325 (en), 1933, Chasseur
- Morane-Saulnier MS.330, 1929, Entraînement
- Morane-Saulnier MS.340 (en), 1933, Entraînement
- Morane-Saulnier MS.341 (en), 1934, Entraînement
- Morane-Saulnier MS.341/2 (en), 1934, Entraînement
- Morane-Saulnier MS.341/3 (en), 1934, Entraînement
- Morane-Saulnier MS.342 (en), 1934, Entraînement
- Morane-Saulnier MS.342/2 (en), 1934, Entraînement

- Morane-Saulnier MS.343 (en), 1934, Entraînement
- Morane-Saulnier MS.343/2 (en), 1934, Entraînement
- Morane-Saulnier MS.345 (en), 1935, Entraînement
- Morane-Saulnier MS.350 (en), 1936, Voltige

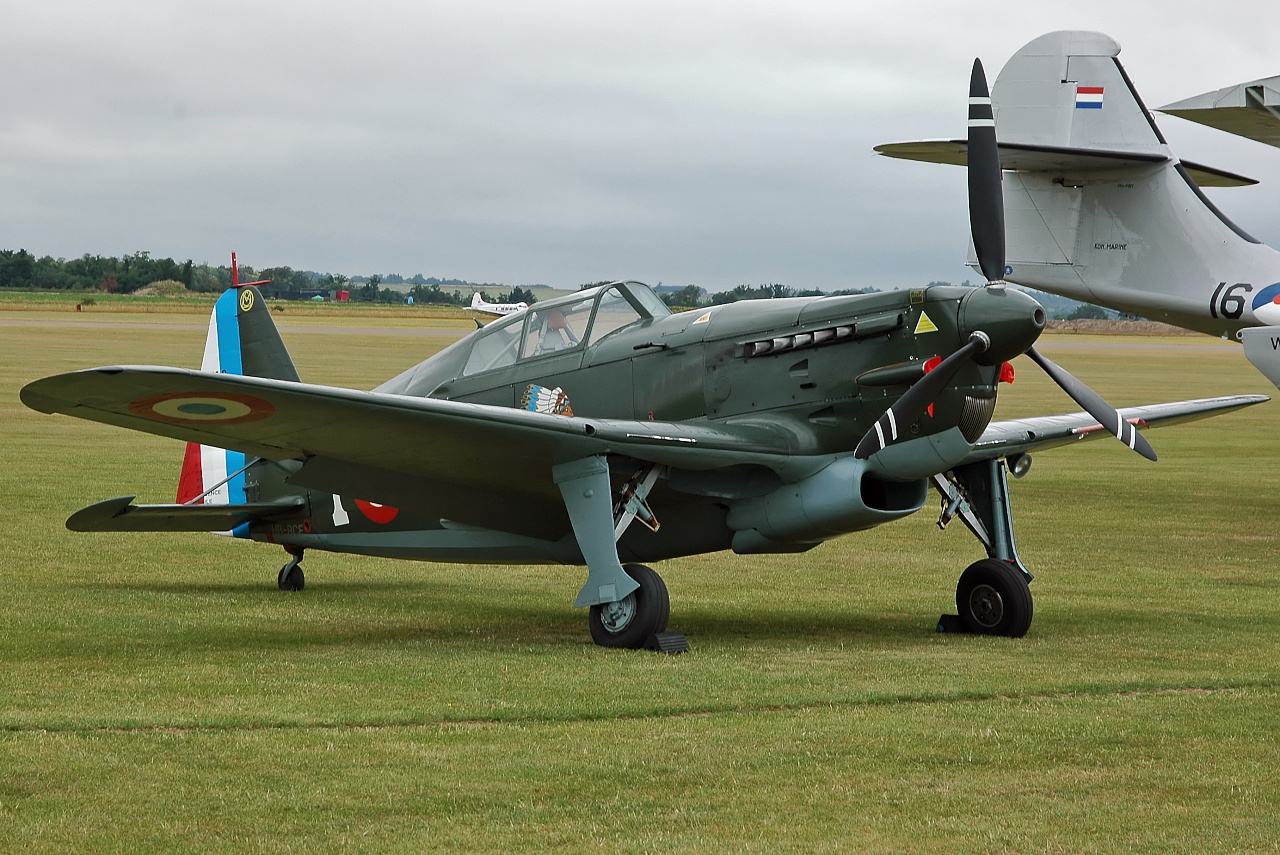
Morane-Saulnier MS.406

- Morane-Saulnier MS.406, 1938, Chasseur
- Morane-Saulnier MS.430, 1937, Entraînement
- Morane-Saulnier MS.435, 1939, Entraînement
- Morane-Saulnier MS.450, 1939, Chasseur
- Morane-Saulnier MS.470, 1945, Entraînement
- Morane-Saulnier MS.472 Vanneau, 1945, Entraînement
- Morane-Saulnier MS.474 Vanneau, 1947, Entraînement
- Morane-Saulnier MS.475 Vanneau, 1947, Entraînement
- Morane-Saulnier MS.477 Vanneau, 1951, Entraînement
- Morane-Saulnier MS.479, 1952, Entraînement
- Morane-Saulnier MS.500 « Criquet », 1944, Liaison
- Morane-Saulnier MS.502, 1944, Liaison
- Morane-Saulnier MS.505 (it), 1948, Observation
- Morane-Saulnier MS.560, 1945, Entraînement
- Morane-Saulnier MS.563, 1949, Tourisme
- Morane-Saulnier MS.570, 1945, Entraînement
- Morane-Saulnier MS.571, 1947, Tourisme
- Morane-Saulnier MS.603 (en), 1947, Tourisme
- Morane-Saulnier MS.700 N°1, 1948, Tourisme
- Morane-Saulnier MS.700 N°2, 1948, Tourisme
- Morane-Saulnier MS.703 Pétrel, 1950, Transport civil
- Morane-Saulnier MS.730 Alcyon, 1949, Entraînement

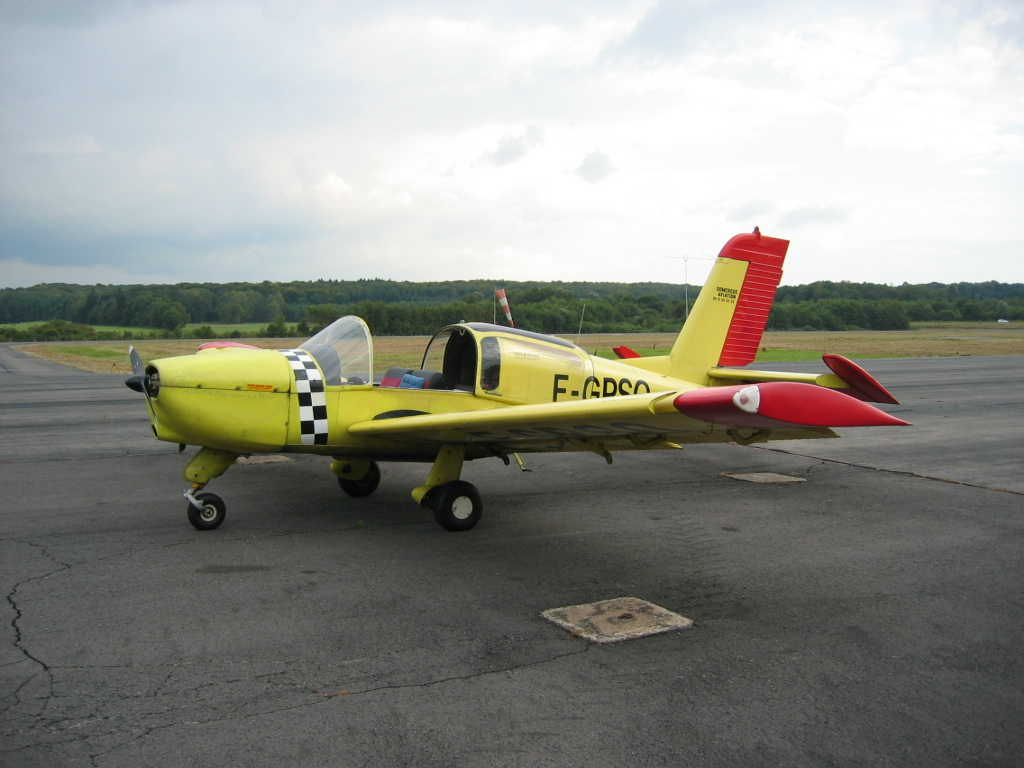
Morane-Saulnier Rallye

- Morane-Saulnier MS.731 Alcyon, 1949, Entraînement
- Morane-Saulnier MS.733 Alcyon, 1951, Entraînement
- Morane-Saulnier MS.735 Alcyon, 1951, Entraînement
- Morane-Saulnier MS.755 Fleuret, 1953, Entraînement
- Morane-Saulnier MS.760 Paris I, 1954, Liaison
- Morane-Saulnier MS.760B Paris II, 1960, Liaison
- Morane-Saulnier MS-880 'Rallye', 1959, Tourisme
- Morane-Saulnier MS-880B 'Rallye', 1961, Tourisme
- Morane-Saulnier MS-885 'Super Rallye', 1961, Tourisme
- Morane-Saulnier MS-893 'Rallye', 1960, Épandage, Entraînement
- Morane-Saulnier MS-894 'Rallye Minerva', Remorquage de planeur ou banderole
- Morane-Saulnier MS.1500, 1958, Attaque au sol